# Żelazki (powiat ełcki)
Żelazki (niem. Zielasken, 1938–1945 Schelasken) – wieś w Polsce położona w województwie warmińsko-mazurskim, w powiecie ełckim, w gminie Prostki.
W latach 1975–1998 miejscowość należała administracyjnie do województwa suwalskiego.